# Yigaël Yadin
Pour les articles homonymes, voir Yadin.
Yigaël Yadin (20 mars 1917 - 28 juin 1984) est un archéologue, homme politique et militaire israélien né et mort à Jérusalem. Il est chef d'état-major adjoint de Yaakov Dori au sein de l'Armée de défense d'Israël pendant la guerre israélo-arabe de 1948 et lui succède à ce poste en novembre 1949.

## Biographie
Yigaël Yadin est le fils de l'archéologue Eleazar Sukenik (1889-1953) et le frère de l'acteur Yossi Yadin. Un autre de ses frères, Mati Yadin, fut tué au combat pendant cette guerre (à préciser[Interprétation personnelle ?]).
Il manifeste pendant la guerre israélo-arabe de 1948 des sentiments résolument xénophobes à l'égard des Juifs séfarades qu'il qualifie de « primitifs ». Dans le cadre de la préparation du plan Daleth (conquête de la Palestine et expulsion des Arabes), il préconise des actions d’expulsion et de destruction totale des gros villages palestiniens, dès février 1948, sous le nom de code Lamed-Heh. Si ce plan, prévu pour nettoyer la Galilée, est rejeté, un autre est appliqué suivant les mêmes modalités autour de Qisarya à partir du 15 février. Les villages concernés furent méthodiquement vidés en une journée : Qisariya, Barrat Qisarya, Khirbat al-Burj et Atlit.
Il est, avec William F. Albright, un des principaux représentants de ce que l'on appelle l'archéologie biblique. Il se rend célèbre par la fouille de Nahal Hever, sur les bords de la mer Morte et connaît une célébrité mondiale en dirigeant la fouille spectaculaire de Massada, dans les années 1960.

## Trésors archéologiques
Il est le découvreur en 1960 des trésors archéologiques dans la Grotte aux lettres du Nahal Hever, dans le désert de Judée, où se cachait Babatha du temps de la révolte de Bar Kokhba contre les Romains, au début du IIe siècle,.
Le Rouleau du Temple (11Q19), le plus long rouleau des manuscrits de la mer Morte, est acquis par Yigaël Yadin après la guerre des Six Jours en juin 1967,. Le révérend Joe Uhrig, un pasteur originaire de Virginie, donne une version différente de cette acquisition.

## Ouvrages
- Massada, la dernière citadelle d'Israël, Hachette, 1966 (présentation en ligne)